# Pumpa Jáji a Páji
Pumpa Jáji a Páji je vodní pístová pumpa na ruční pohon umístěná na studni ve vesnici Doubravice v obci Moravičany v okrese Šumperk v Olomouckém kraji. Připomíná televizní pohádkové postavy z českého seriálu Jája a Pája.

## Historie a popis
Rekonstrukcí obecní studny a pumpy na návsi v Doubravici vznikla v roce 2016 Pumpa Jáji a Páji. Plně funkční pumpa, která se nachází v nadmořské výšce 254 m, je vyrobena ze dřeva a oceli a má podobu jako v animovaných večerníčkových pohádkách Jája a Pája. (Například v prvním díle seriálu z této pumpy čerpali vodu na zabijačku. Volba místa studny padla na Doubravice, protože z nich pochází jeden z autorů pohádek Ing. Stanislav Havelka (1939–2018). Údaje o prvotní stavbě kamenné studny nejsou známy; studna má cca 6,1 m hloubky sloupce vody, avšak hladina vody se nachází až v hloubce cca 6,7 m. Kvalita vody není kontrolována. U pumpy se nachází informační panel s popisem místa. Na stavbě pumpy se podíleli občané a firmy z okolí.

## Další informace
Pumpa Jáji a Páji se nachází v mezoregionu Mohelnická brázda v etnickém regionu Haná, na trase dálkové cyklostezky Moravská stezka a je celoročně volně přístupná.

## Galerie

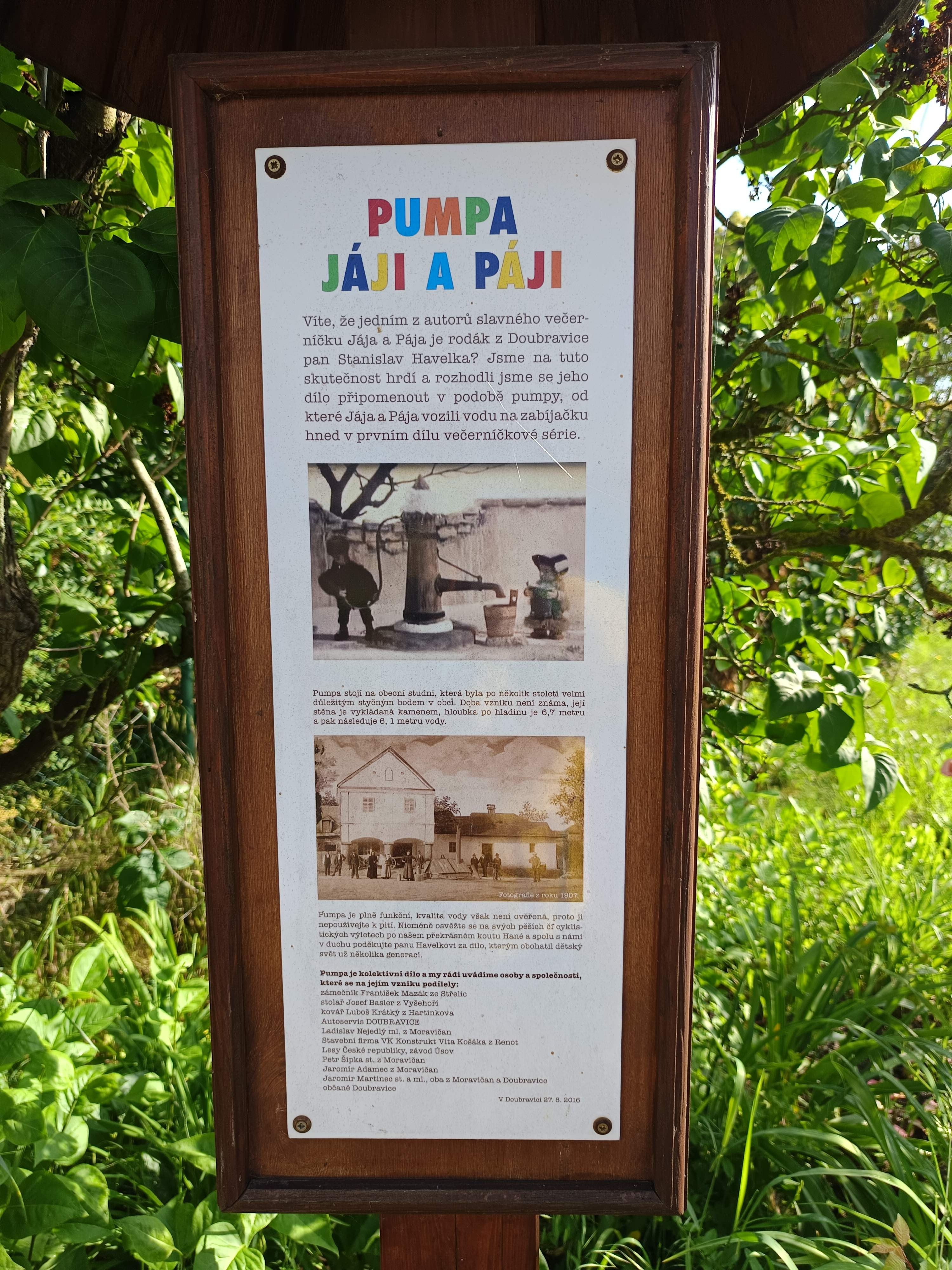
Informační panel u studny